# КФ Егнатия
КФ „Егнатия“ (на албански: Klubi i Futbollit Egnatia) позат и като „Егнатия Прогожине“ е албански футболен отбор от град Прогожине. Състезава се в албанската Суперлига. Домакинските си срещи играе на стадион „Арена Егнатия“, с капацитет 4 000 зрители.  

## История
Клубът е създаден на 15 септември 1934 г.

## Основни даты в историята на клуба
- 1934 — клубът е основан като „Вулнети Прогожине“
- 1991 — преименуване на клуба в „КФ „Егнатия Прогожине“
- 1998 — преименуване на клуба в „КС Прогожине“

## Успехи
- Албанска суперлига:
  -  Шампион (2): 2023/24, 2024/25
  -  Бронзов медалист (1): 2022/23
- Първа категория: (Б група)
  -  Шампион (1): 2020/21
- Купа на Албания:
  -  Носител (2): 2022/23, 2023/24
  -  Финалист (1): 2024/25
- Суперкупа на Албания:
  -  Финалист (2): 2023, 2024